# 大支坪镇
大支坪镇，是中华人民共和国湖北省恩施土家族苗族自治州巴东县下辖的一个乡镇级行政单位。

## 行政区划
大支坪镇下辖以下地区：
十二岭村、耀英坪村、双喜坪村、半边磬村、堰塘坪村、茅茸河村、连三坡村、长岭岗村、水谷坝村、水洞坪村、大支坪村、分箱谱村、野三坝村、袁家坝村、河落子村、中坝村、药会村、景架山村、尚家村、总垭村、关口村、龙门头村、西流水村和柏杨坪村。